# Giuseppe Amara Pace
Giuseppe Amara Pace (Asmara, Eritrea italiana; 4 de junio de 1940-Ciudad de México, 14 de febrero de 2022) fue un médico, psicoanalista, psiquiatra, escritor y maestro italo-eritreo radicado en México. Discípulo de Erich Fromm y miembro Certificado del Consejo Mexicano de Psiquiatría.

## Biografía
Giuseppe Amara Pace nació en 1940 en Asmara, capital de la Eritrea italiana. Asmara se encuentra aproximadamente a 2500 metros sobre el nivel del mar y Eritrea italiana era una antigua colonia italiana en África.
Los padres de Giuseppe Amara solían llevarlo de vacaciones, junto con su hermana, a Massawa, a orillas del mar rojo de donde le llamaba su atención ver a los peces voladores. Dominaba varios idiomas, entre estos, el inglés, el francés, el italiano y el español y le fascinaba la lectura. Platicaba su mamá que cuando le daban dinero para que se comprara algún dulce o juguete, él, desde los cinco años de edad, prefería comprar periódicos y, con el tiempo, libros también. A través del tiempo, Giuseppe Amara Pace fue creciendo y desarrollándose. Residió un tiempo en Roma y, en 1964, se graduó en Medicina y Cirugía en la Universidad de Roma.
Tuvo profesores con amplia experiencia como el Dr. Mario Gozzano. Conoció, también, al Dr. Manuel Velasco Suárez, fundador del Instituto Nacional de Neurología y Neurocirugía (INNN), pero fue a otro de sus profesores, el Dr. Gaspare Vella, a quien le preguntó por el mejor maestro de esa época para emprender sus estudios en psicoanálisis y psiquiatría. El Dr. Vella le mencionó a varios, entre ellos al Dr. Erich Fromm, quien residía en Nueva York en los Estados Unidos de Norteamérica y se mudó a Cuernavaca, Morelos en México por motivos de salud de su esposa. Erich Fromm tenía una visión social, lo cual le llamó la atención al Dr. Amara, entre otras cualidades. Giuseppe Amara, entonces, le escribió una carta al Dr. Fromm para estudiar con él, le respondió y lo entrevistó en Cuernavaca.
El Dr. Amara viajó a otros países, como a Venezuela y Argentina, y siguió preparándose. De 1965 a 1973, el Dr. Amara fue discípulo del Dr. Erich Fromm en el Instituto Mexicano de Psicoanálisis. Y, entre ese tiempo y 1972, fue médico psiquiatra del departamento de Higiene Mental del Hospital Infantil de México.
Giuseppe Amara, de 1966 a 1968, fue residente honorífico de psiquiatría y trabajó en el Hospital del Centro Médico Nacional del Instituto Mexicano del Seguro Social -ahora llamado Centro Médico, siglo XXI-, primer lugar en donde se integraba el área de psiquiatría en la Ciudad de México en México. Posteriormente, lo invitaron, en 1975, para ser miembro certificado del Consejo Mexicano de Psiquiatría.
En 1977, Giuseppe Amara obtuvo el grado de Psicoanalista Didáctico para el curso de entrenamiento teórico y práctico en Psicoanálisis de la Facultad de Medicina de la Universidad Autónoma de México. También fue profesor del curso de Psicoanálisis del Simbolismo, Sueños y Literatura de Posgrado de la Universidad Autónoma de México de 1975 a 1995; del curso de Psicoterapia Psicoanalítica del Servicio de Psiquiatría del Hospital Central Militar de México de 1990 a 1999; del curso de Psicoanálisis del Simbolismo y la Hermenéutica Mitológica desde 1995, del postrado en Psicoanálisis Humanista del Instituto Mexicano de Psicoanálisis, el cual fue fundado por Erich Fromm. Desde 2002, fue profesor del Seminario Anual sobre Psicodinamia del los Sueños, en la maestría de Psicoterapia Psicoanalítica en la Universidad Anáhuac del Norte.
En una de sus entrevistas, el Dr. Amara reveló que su libro preferido es Madame Bovary de Gustave Flaubert, que le gustaba la música clásica, en especial Bruckner y Schubert y que entre sus autores favoritos se encuentra Dostoyevski y los estudios de Pim Van Lommel.
Escritores, amistades y fundadores de asociaciones, lo recordaban con cariño en vida, por citar, algunos nombres, la Psicóloga Laura Elena de Caso González, quien ha sido presidenta de la Fundación Hacia un Sentido de la Vida, A.C. y Jorge García Tamayo, médico, profesor y escritor, quien reside en Venezuela. La revista Proceso publicó que Giuseppe Amara Pace es considerado como “uno de los estudiosos de la mente y la conducta humana más importantes de fines del siglo pasado y comienzos del actual en nuestro país”.
En el año 2000, Giuseppe Amara externó, en una de sus entrevistas para la Revista Proceso, que Erich Fromm consideraba que la Revolución no debería ser como la llevó a cabo Che Guevara o Zapata, con balas y armas. La Revolución, para que México pudiera cambiar, es con cambios de ideas, con emancipación y con solidaridad, lo reiteró el Dr. Amara como lo dijo Fromm. Giuseppe Amara señaló que el Dr. Fromm fue de las pocas personas intelectuales que se preocuparon por el desarrollo de México; fue un profeta al que no se le escuchó. Cuando no había conciencia de crisis, el Dr. Fromm habló de crisis.
Por décadas, Giuseppe Amara Pace ofreció consultas a personas de diferentes estratos sociales, quienes quedaron profundamente agradecidos con él, según han expresado en diferentes medios de comunicación. Alrededor de 23 años, también, brindó apoyo, junto con la Terapeuta familiar María Elena Micher, a través del programa de radio Parejas Disparejas, Y la Familia? -de Grupo Radio Centro- cuyo productor fue Edgar Cruz, el cual inició el 15 de junio de 1997 y culminó en el año 2020 debido a la venta de la estación.
Giuseppe Amara estudió, por varios años, las experiencias que han vivido personas en el umbral de la muerte. El umbral de la muerte es un estado en el que se le ha diagnosticado la muerte clínica al sujeto; hay detención cardiaca, los respiros, el corazón y los latidos se detienen, el electroencefalograma está plano, sin embargo, en realidad, no ha muerto la persona. En un cierto porcentaje de las personas que tienen muerte clínica, los sujetos tienen visiones internas, pueden ver una gran luz. Hay quienes ven un túnel y luego observan la luz. Al sentir que atraviesan esa luz, se encuentran con parientes y con seres llamados de luz. El Dr. Amara señala que para las personas que ven esto, lo que les llama más la atención es que morir implica un paso.
En el año 2008, Giuseppe Amara respondió -en una entrevista- que si existe un más allá, no somos conscientes de eso totalmente y que probablemente le pasará lo que dijo Epicuro, que así como la muerte no es nada para nosotros mientras vivimos, es decir, no existe, así cuando lleguemos a la muerte, entonces, nosotros no existimos. No obstante, el Dr. Amara dijo que le encantaría encontrar el túnel, encontrar la luz.
Giuseppe Amara falleció en la Ciudad de México el 14 de febrero de 2022 debido a un infarto.

## Obras
- El hombre Imposible. Siglo XXI de España Editores. 1987. ISBN 978-968-23-1404-9.

- La Violencia en la Historia. TRILLAS, EDITORIAL. 1987. Segunda edición. ISBN 978-9682421099.

- Cómo acercarse a la violencia: sus raíces pasionales, enigmas y desafíos. Consejo Nacional para la Cultura y las Artes (CONACULTA). 1998. ISBN 970-18-1139-9.

- El Psicoanálisis. Consejo Nacional para la Cultura y las Artes (CONACULTA). 1999. ISBN 978-9701802441.

- Los sueños. Consejo Nacional para la Cultura y las Artes (CONACULTA). 2000. ISBN 978-9701843550.

- Perseguidos por el Paraíso: Claves para encontrar una salida a las adicciones. Lectorum. 2002. ISBN 9789685270779.

- La invención del amante: Historia y análisis del amor iluso. Aguilar, Editor. 2004. ISBN 978-9681914141.

- Varios autores (2012). El diván: 25 autoconfesiones (Introducción escrita por Giuseppe Amara). Ediciones el Milagro. ISBN 9789686773835.

- Experiencias cercanas a la muerte: historia, análisis y verificación del contacto con el más allá. Aguilar, Editor. 2007. ISBN 9789705801723.

- Quién acosa a la Bella Durmiente. Editorial Académica Española. 2019. ISBN 978-6200036773.

## Artículos
- (1993). El adolescente y la familia.[6]
- (Mayo, 2003). Del dolor a la palabra, hacia la significación de los procesos dolorosos.[7]

## Participaciones
- Prólogo del Dr. Giuseppe Amara del libro Saber crecer: Resiliencia y Espiritualidad.[8]
- En el radio: Programa Parejas Disparejas, Y la Familia? De Radio RED. Uno de los conductores del programa.
- Profesor Invitado al VII Congreso Nacional de Tanatología, A.C. el 3 de octubre de 2008.[2]
- En televisión: En el Canal Once: Diálogos en Confianza. Participación trimestral.[2]
- En televisión: En PCTV TELEVISION POR CABLE. En los programas 100% MUJER en programas bisemanales.[2]
- Emisión de radio del programa Parejas Disparejas, Y la Familia?: No hay barrera cerradura ni cerrojo que pueda imponer a la libertad de una mujer.[9]

## Entrevistas
- Bajo la vía -Entrevista con Giuseppe Amara Pace.[10]
- Giuseppe Amara sobre su maestro Erich Fromm y el Zen-Parte I.[11]
- Budismo Zen-Giuseppe Amara.[12]
- ¿Qué hay al final de la vida?: Giuseppe Amara, médico psiquiatra, responde a ésta y otras preguntas, y nos platica qué pasa en el umbral de la muerte, una experiencia que él ha estudiado a profundidad.[4]
- Giuseppe Amara en El Sabor del Saber 1/2.[13]
- Giuseppe Amara en El Sabor del Saber 2/2.[14]
- El Respeto a la Mujer Dr Giuseppe Amara.[15]
- Giuseppe Amara: Fromm y Lacan, por Giuseppe Amara (1940-2022)[1]
- Centenario de su nacimiento: Jacques Lacan, a los ojos de Giuseppe Amara.[16]
- Vivir, el primer trauma: Giuseppe Amara.[17]
- Doctor del alma Giuseppe Amara Source).[3]
- “Una de cada dos mujeres sufre violencia familiar”: Giuseppe Amara.[18]
- Dinks, otro modelo de pareja.[19]
- INCREÍBLE I Experiencias en el UMBRAL DEL MÁS ALLÁ. Existe vida después de la vida? GIUSEPPE AMARA.[5]

## Membresías
Giuseppe Amara fue miembro de las siguientes asociaciones:
- Miembro Certificado del Consejo Mexicano de Psiquiatría.
- Miembro del Instituto Mexicano de Psicoanálisis, A. C.
- Miembro Condecorado de la Academia Nacional A. C.
- Miembro de la Sociedad Pro Valores Humanos, Erich Fromm – Salvador Zubirán, A.C., del Hospital Nacional de Nutrición.
- Socio activo de la Asociación Psiquiátrica Mexicana, A. C.
- Asesor de la comisión para Recursos Psiquiátricos Federales, de la Secretaría de Gobernación (1993-94)
- Miembro del Consejo Consultivo de Libertad, A. C. Libre de Adicciones y del Centro de Recreación y Cultura contra las Adicciones.